# Jet Li

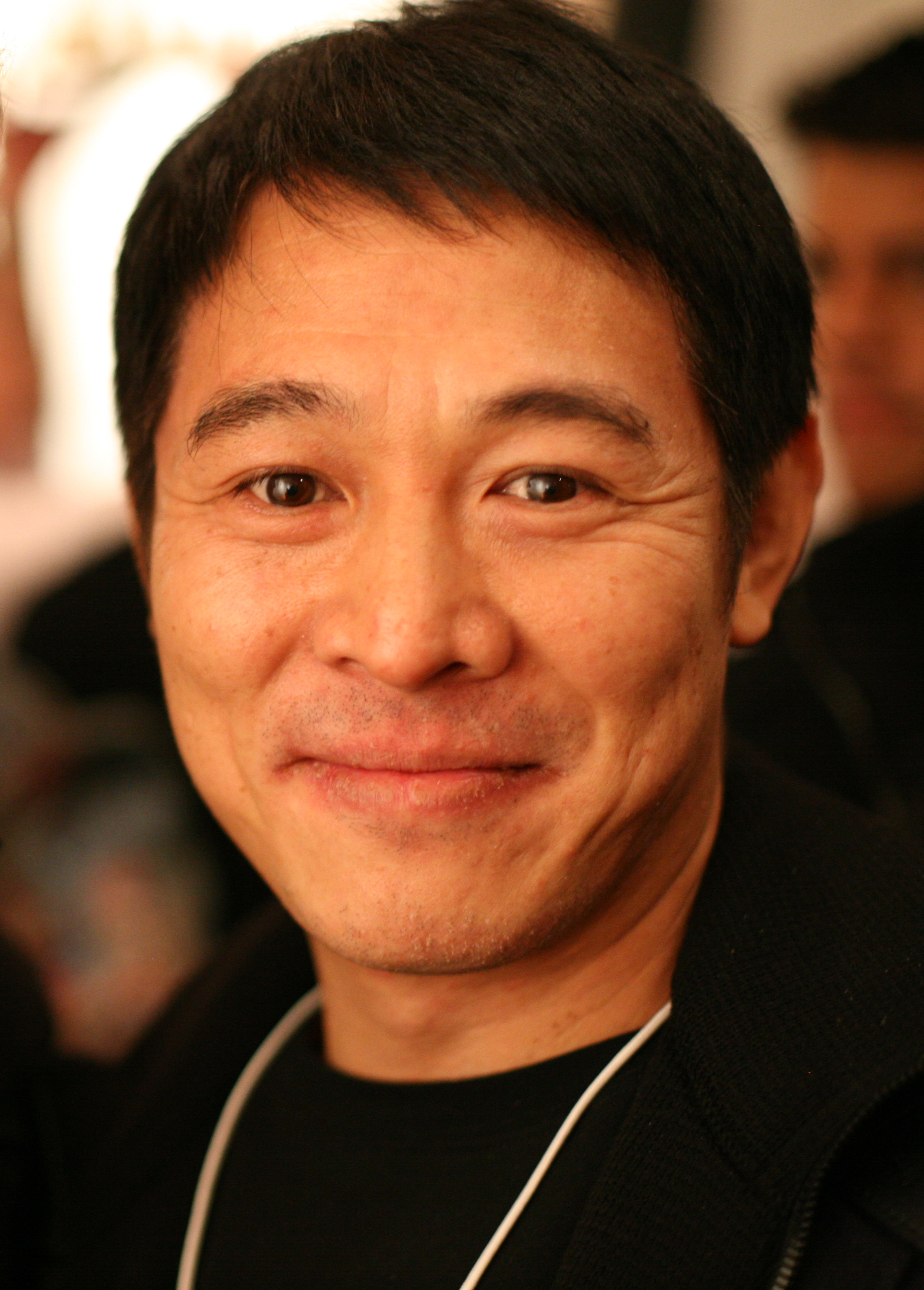
Jet Li, 2009

Jet Li (chinesisch 李連杰 / 李连杰, Pinyin Lǐ Liánjié, Jyutping Lei5 Lin4git6, kantonesisch Li Lin-kit; * 26. April 1963 in Peking) ist ein Schauspieler und Wushu-Kämpfer chinesischer Herkunft.

## Karriere
Li zählt zu den gefragtesten Kampfkunst-Akteuren Hollywoods. Mit acht Jahren begann er, die Kunst des Wushu zu erlernen, und wurde in die Pekinger Kampfschule eingeschrieben. Nach drei Jahren intensiven Trainings gewann Li seine erste nationale Meisterschaft für das Pekinger Wushu-Team. Fünfmal in Folge, von 1974 bis 1979, errang er den Siegertitel der chinesischen Meisterschaften in modernem Wushu.
Der 1,70 Meter große Li kämpfte sich schnell in die Herzen seiner Fans und genoss schon früh in ganz Asien Kultstatus. 1998 spielte er dann neben Mel Gibson, Danny Glover, Rene Russo und Joe Pesci im Blockbuster Lethal Weapon 4 und machte sich in Hollywood als Schauspieler einen Namen. Der Durchbruch gelang ihm 2000 mit der Hauptrolle in Romeo Must Die. Filme wie Kiss of the Dragon, The One, Born 2 Die, Hero, Unleashed – Entfesselt, Fearless, War und Die Mumie: Das Grabmal des Drachenkaisers folgten.
1998 wurde Li bei den MTV Movie Awards für Lethal Weapon 4 in der Sparte Bester Schurke und 2000 für Romeo Must Die in der Rubrik Beste Kampfszene nominiert. Li wurde in einer Umfrage von E!Online unter die Top 25 der Sexiest Men in Showbiz gewählt.
2008 stand Li gemeinsam mit Jackie Chan vor der Kamera. Im „kindgerechten“ Abenteuer-Phantasie-Film The Forbidden Kingdom wird die Geschichte der „Reise nach Westen“ erzählt. Li übernimmt eine Doppelrolle: die des Monkey Kings und eines nicht sehr gesprächigen Mönchs, Chan den T'sa-Ho. Im Film The Expendables spielt Li neben Jason Statham und Sylvester Stallone.

## Privates
Li hat vier Geschwister, zwei ältere Brüder sowie zwei ältere Schwestern.
Li und seine Frau Nina Li Chi haben zwei Töchter. Bevor er Chi ehelichte, war er mit der Kampfkunstexpertin Huang Chiu Yan verheiratet. Diese hatte er bei den Dreharbeiten zum Film Shaolin Temple: Kinder der Rache kennengelernt und hat auch mit ihr zwei Töchter.
Im Jahre 2004 entging Li nur knapp dem Tsunami im Indischen Ozean auf einer Insel der Malediven. Er verbrachte dort mit seiner vierjährigen Tochter seinen Urlaub und verletzte sich am Fuß, während er sie auf der Flucht vor der Welle davontrug.
2007 gründete Li, Botschafter des Roten Kreuzes, das Jet Li One Foundation Project unter dem Motto: „Es gibt nur EINE Erde. Jeder von uns hat nur EIN Leben. Das macht uns zu EINER globalen Familie.“ Das Projekt hat sich zur Aufgabe gesetzt, Bildung und Umweltschutz zu fördern und soziale Werte in China zu vertreten, da das Streben nach dem Glück der anderen auch zum Glück des Gebenden beiträgt. Ziel der Stiftung ist es, viele kleine Beiträge zu sammeln, um daraus einen großen Strom zu formen. So unterstützt die Stiftung beispielsweise Umweltschutzprojekte in Tibet.
Ende 2013 machte Jet Li öffentlich, dass bei ihm bereits 2010 eine Schilddrüsenüberfunktion diagnostiziert wurde, welche medikamentös behandelt wurde. Als Folge dieser Erkrankung konnte er zeitweise keinen Sport mehr treiben. Inzwischen hat sich Li von seiner Schilddrüsenüberfunktion erholt.

## Sonstiges
- Li war mit Donnie Yen 1978 gemeinsam auf einer bekannten Wushu-Trainingsschule gewesen und kannte Donnie Yen schon vor seiner Filmkarriere in Hongkong.[5]
- Li wies die Rolle von Chow Yun-Fat in Tiger and Dragon ab, weil er seiner Frau versprochen hatte, während ihrer Schwangerschaft keine Filme zu drehen.
- Im Laufe seiner Karriere hat er sich 17 Knochenbrüche zugezogen.
- Konami, die Macher von Metal Gear Solid 2, sind große Fans von Li, und er war ihre größte Inspiration für den Charakter Vamp.
- In dem im Jahr 2003 erschienenen Videospiel Rise to Honor für die Playstation 2 spielt Li den Hauptcharakter Kit Yun.
- Er wirkte auch in dem Musikvideo Try Again seiner Filmpartnerin Aaliyah aus Romeo Must Die mit, in dem er ihre gemeinsame Szene wiederholte, in der Aaliyah von ihm geführt an der Wand lief.
- Li wird in den deutschsprachigen Fassungen seiner Filme seit Romeo Must Die von Simon Jäger und Jacques Breuer synchronisiert.
- Li wurde von 2006 (Fearless) bis 2014 in Stunt-Szenen immer von Ju Kun gedoubelt,[6] welcher als Passagier an Bord des Malaysia-Airlines-Flug 370 war.[7]

## Filmografie (Auswahl)

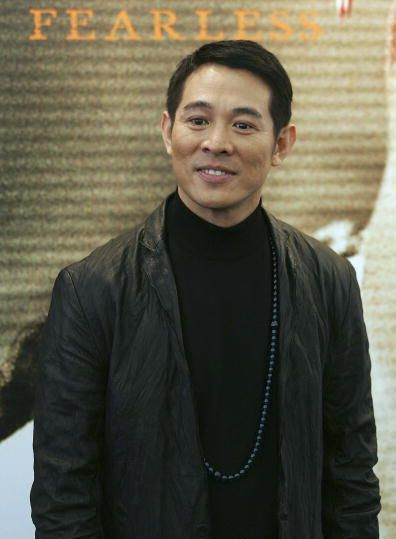
Jet Li, 2006

- 1982: Meister der Shaolin, auch: Shaolin Temple – Kloster der Rächer (Shaolin si, veraltet nach W.-G.: Shao Lin tzu)
- 1983: Meister der Shaolin 2
- 1984: Shaolin Temple 2: Kinder der Rache (Shaolin xiaozi)
- 1986: Final Fight (Born to Defence)
- 1986: Shaolin Temple 3: Macht der Shaolin
- 1989: Dragons of the Orient
- 1989: Dragon Fighter; auch: Defector – Karate-Kickboxer (Long zai tianya) (Dragon Fight)
- 1991: Once Upon a Time in China (Wong Fei-hung)
- 1992: Last Hero – Once Upon a Time in China II (Wong Fei-hung II)
- 1992: Dragon Fighter 2; auch: The Master – Einer muss der Beste sein (Long xing tianxia)
- 1992: China Swordsman; auch: Swordsman II (Xiao ao jianghu II: dongfang bubai)
- 1993: Once Upon a Time in China 3 (Wong Fei-hung III)
- 1993: The Swordmaster (Yitian tulong ji zhi mojiao jiaozhu) (Kung Fu Cult Master)
- 1993: The Legend (of Fong Sai Yuk); auch: Der Vollstrecker (Fong Sai-Yuk)
- 1993: Claws of Steel (Wong Fei-Hung tsi titgai dau nggung)
- 1993: Tai Chi
- 1993: Iron Tiger (The Legend of Fong Sai Yuk 2) (Fong Sai-Yuk tsuktsap)
- 1994: Jet Li’s Shaolin Kung Fu
- 1994: Fist of Legend (Jing wu ying xiong)
- 1994: Bodyguard von Peking (The Bodyguard from Beijing)
- 1994: Master der Shaolin (New Legend of Shaolin)
- 1995: Total Risk (High Risk)
- 1995: My Father Is A Hero (Gei baba de xin)
- 1996: Black Mask (Hak hap)
- 1996: Jet Li: Die Schrift des Todes (Mohim wong)
- 1997: Once Upon a Time in China and America (Wong Fei-hung chi saiwik hungsi)
- 1998: Jet Li Contract Killer – Im Auftrag des Todes (Satsau ji wong)
- 1998: Lethal Weapon 4
- 2000: Romeo Must Die
- 2001: The One
- 2001: Kiss of the Dragon
- 2002: Hero (Yingxiong)
- 2003: Born 2 Die (Cradle 2 the Grave)
- 2005: Unleashed – Entfesselt (Danny the Dog)
- 2006: Fearless
- 2007: War
- 2007: The Warlords (Tau ming chong)
- 2008: The Forbidden Kingdom (King of Kung Fu)
- 2008: Die Mumie: Das Grabmal des Drachenkaisers (The Mummy: Tomb of the Dragon Emperor)
- 2010: The Expendables
- 2011: Ocean Heaven (Haiyang tiantang)
- 2011: The Flying Swords of Dragon Gate
- 2011: Die Legende der weißen Schlange (Baishe Chuanshuo)
- 2012: The Expendables 2
- 2013: Badges Of Fury (Bu’er Shentan)
- 2014: The Expendables 3
- 2016: League of Gods (Fengshen Chuanqi)
- 2017: On That Night… While We Dream, auch: The Road to Kung Fu (Gongshou dao)
- 2020: Mulan

## Auszeichnungen
| Jahr | Award                                 | Kategorie                        | Film            | Ergebnis    |
| ---- | ------------------------------------- | -------------------------------- | --------------- | ----------- |
| 1995 | Golden Horse Film Festival            | Spezialpreis                     | Einzelpreis     | Gewonnen    |
| 1999 | MTV Movie Awards                      | Bester Bösewicht                 | Lethal Weapon 4 | Nominierung |
| 2001 | MTV Movie Awards                      | Bester Kampf                     | Romeo Must Die  | Nominierung |
| 2002 | MTV Movie Awards                      | Bester Kampf (Jet Li vs. Jet Li) | The One         | Nominierung |
| 2003 | MTV Movie Awards                      | Bester Kampf (Jet Li im Käfig)   | Born 2 Die      | Nominierung |
| 2006 | Hundred Flowers Awards                | Bester Hauptdarsteller           | Fearless        | Nominierung |
| 2007 | Hong Kong Film Critics Society Awards | Bester Hauptdarsteller           | Fearless        | Gewonnen    |
| 2007 | Hong Kong Film Awards                 | Bester Hauptdarsteller           | Fearless        | Nominierung |
| 2007 | Hong Kong Film Awards                 | Bester Film                      | Fearless        | Nominierung |
| 2008 | Hong Kong Film Awards                 | Bester Hauptdarsteller           | The Warlords    | Gewonnen    |
| 2008 | Shanghai Film Critics Awards          | Bester Hauptdarsteller           | The Warlords    | Gewonnen    |
| 2008 | Asian Film Awards                     | Bester Hauptdarsteller           | The Warlords    | Nominierung |
| 2008 | Hundred Flowers Awards                | Bester Hauptdarsteller           | The Warlords    | Nominierung |